# Cryptocoryneum hysterioides
Cryptocoryneum hysterioides är en svampart som först beskrevs av August Karl Joseph Corda, och fick sitt nu gällande namn av Peyronel 1918. Cryptocoryneum hysterioides ingår i släktet Cryptocoryneum, divisionen sporsäcksvampar och riket svampar.   Inga underarter finns listade i Catalogue of Life.